# Germanophilie
 (décembre 2020).
Si vous disposez d'ouvrages ou d'articles de référence ou si vous connaissez des sites web de qualité traitant du thème abordé ici, merci de compléter l'article en donnant les références utiles à sa vérifiabilité et en les liant à la section « Notes et références ».

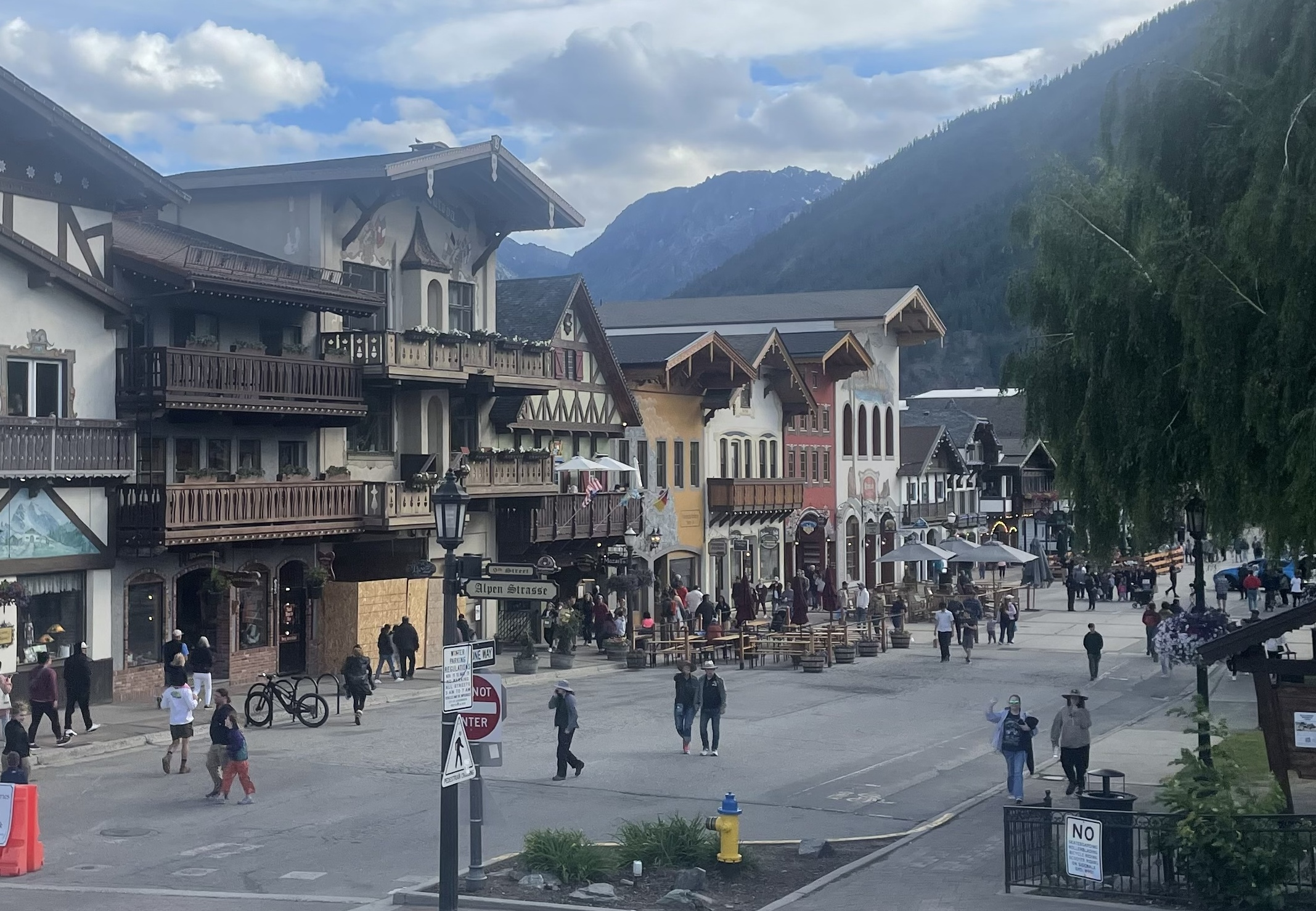
Leavenworth dans l'état de Washington s'inspire des chalets de Bavière.

La germanophilie (ou teutonophilie, teutophilie) est le nom donné, chez une personne étrangère à la nation allemande, à la force de son intérêt pour les aspects culturels et civilisationnels développés par ce pays.

## Historique
Le terme « germanophile » est entré en usage au XIXe siècle après la formation en 1871 de l'Empire allemand et sa montée en puissance ultérieure. Il est utilisé non seulement politiquement mais aussi culturellement ; par exemple, Georg Wilhelm Friedrich Hegel (1770-1831), le célèbre et influent philosophe allemand, a interprété la triade géographique de l'Europe comme comprenant l'Angleterre (pragmatisme utilitaire), la France (hâte révolutionnaire) et l'Allemagne (minutie réfléchie).
Dans le romantisme du XIXe siècle en Grande-Bretagne, l'antonyme du terme était « scandophile », exprimant une dichotomie d'associer la culture anglo-saxonne soit à la culture germanique occidentale continentale, soit à la culture scandinave (le « renouveau viking »). Le terme a également été utilisé en opposition à Hellénophile, avec une affinité à la culture et à la vision du monde « teutoniques » ou germaniques vues par opposition à une prédilection pour l'Antiquité classique.
Dans l'Europe continentale du XIXe siècle, la dichotomie était plutôt entre l'Allemagne et la France, principaux acteurs politiques de l'époque, et un germanophile choisirait de se ranger du côté de l'Allemagne contre les intérêts français ou « romans » pris à cœur par un francophile. Le terme correspondant relatif à l'Angleterre est anglophile, une affinité, à son tour, souvent observée chez les Allemands du début du XXe siècle qui choisissent de se ranger contre l'influence française.
Ce terme a également été couramment utilisé au XXe siècle pour désigner les admirateurs et les adhérents du modèle prussien d'enseignement supérieur créé par Wilhelm von Humboldt (1767-1835), qui étaient en tête au début des années 1800 et largement adopté par les universités d'élite d'Oslo à Harvard. 
Un certain nombre d'élites serbes du XIXe siècle et de l'entre-deux-guerres étaient des germanophiles convaincus.
Le poète et écrivain argentin Jorge Luis Borges se disait germanophile. Pendant la Première Guerre mondiale, alors que sa famille vivait à Genève, en Suisse neutre, Borges a appris à parler et à lire la langue allemande afin de pouvoir lire les écrits du poète romantique juif allemand Heinrich Heine dans la langue originale. Dans les années suivantes, Borges a cité de nombreux autres poètes et philosophes allemands comme une influence majeure sur ses propres idées et écrits. Même dans les essais qui ont attaqué Adolf Hitler et le parti nazi, Borges se décrit comme un germanophile. Borges a en outre accusé les nazis de réécrire l'histoire allemande, de déformer sauvagement l'interprétation de la littérature allemande et de corrompre criminellement la culture allemande. Bien que Borges ait exprimé son soutien aux Alliés pendant la Seconde Guerre mondiale, il a exprimé la conviction que la civilisation occidentale ne pourrait peut-être pas se passer des réalisations et des contributions du peuple allemand et que, a-t-il dit, c'était la raison pour laquelle leur corruption par les enseignements de la haine était un crime si horrible.